# Commonwealth Games 2014/Badminton
Badminton wird bei den Commonwealth Games 2014 in der Emirates Arena in Glasgow gespielt. Die Wettkämpfe finden vom 24. Juli bis zum 3. August 2014 statt. Es werden fünf Einzelwettbewerbe und ein Mannschaftswettbewerb ausgetragen.

## Austragungsort
- Emirates Arena, Glasgow

## Zeitplan
| P | Vorrunde | ¼ | Viertelfinale | ½ | Halbfinale | B | Spiel um Platz 3 | F | Finale |

| Datum →      | 24.7. | 24.7. | 24.7. | 25.7. | 25.7. | 25.7. | 26.7. | 26.7. | 27.7. | 27.7. | 28.7. | 28.7. | 29.7. | 29.7. | 30.7. | 30.7. | 31.7. | 31.7. | 1.8. | 1.8. | 2.8. | 2.8. | 3.8. |
| ------------ | ----- | ----- | ----- | ----- | ----- | ----- | ----- | ----- | ----- | ----- | ----- | ----- | ----- | ----- | ----- | ----- | ----- | ----- | ---- | ---- | ---- | ---- | ---- |
| Herreneinzel |       |       |       |       |       |       |       |       |       |       |       |       | P     | P     | P     | P     | P     | P     | ¼    | ¼    | ½    | B    | F    |
| Herrendoppel |       |       |       |       |       |       |       |       |       |       |       |       | P     | P     | P     | P     | P     | P     | ¼    | ¼    | ½    | B    | F    |
| Dameneinzel  |       |       |       |       |       |       |       |       |       |       |       |       | P     | P     | P     | P     | P     | P     | ¼    | ¼    | ½    | B    | F    |
| Damendoppel  |       |       |       |       |       |       |       |       |       |       |       |       | P     | P     | P     | P     | P     | P     | ¼    | ¼    | ½    | B    | F    |
| Mixed        |       |       |       |       |       |       |       |       |       |       |       |       | P     | P     | P     | P     | P     | P     | ¼    | ¼    | ½    | B    | F    |
| Mannschaft   | P     | P     | P     | P     | P     | P     | P     | ¼     | ½     | ½     | B     | F     |       |       |       |       |       |       |      |      |      |      |      |

## Medaillengewinner
| Disziplin    | Gold | Silber | Bronze |
| ------------ | --- | --- | --- |
| Herreneinzel | Kashyap Parupalli | Derek Wong Zi Liang | R. M. V. Gurusaidutt |
| Dameneinzel  | Michelle Li | Kirsty Gilmour | P. V. Sindhu |
| Herrendoppel | Tan Wee Kiong Goh V Shem | Danny Bawa Chrisnanta Chayut Triyachart | Chris Langridge Peter Mills |
| Damendoppel  | Vivian Hoo Kah Mun Woon Khe Wei | Jwala Gutta Ashwini Ponnappa | Gabrielle Adcock Lauren Smith |
| Mixed        | Chris Adcock Gabrielle Adcock | Chris Langridge Heather Olver | Robert Blair Imogen Bankier |
| Mannschaft   | Malaysia Chong Wei Feng Daren Liew Tee Jing Yi Woon Khe Wei Lai Pei Jing Lim Yin Loo Chan Peng Soon Vivian Hoo Kah Mun Tan Wee Kiong Goh V Shem | England Andrew Ellis Chris Adcock Chris Langridge Gabrielle Adcock Heather Olver Kate Robertshaw Lauren Smith Peter Mills Rajiv Ouseph Sarah Walker | Singapur Huang Chao Chayut Triyachart Danny Bawa Chrisnanta Derek Wong Zi Liang Yao Lei Fu Mingtian Shinta Mulia Sari Terry Hee Vanessa Neo Yu Yan Liang Xiaoyu |